# Инвестор
Инве́стор — лицо или организация (в том числе коммерческое предприятие, государство и так далее), размещающие капитал с целью последующего получения прибыли (осуществляет инвестиции). Размещаемые инвестором средства могут быть его собственными, а также привлечёнными или заёмными. Если тот или иной проект окажется убыточным, капитал будет утрачен полностью или частично.
В Российской Федерации деятельность инвесторов регламентирует Налоговый кодекс Российской Федерации, несколько федеральных законов, среди которых «О соглашениях о разделе продукции», «Об иностранных инвестициях в Российской Федерации», «О порядке осуществления иностранных инвестиций в хозяйственные общества, имеющие стратегическое значение для обеспечения обороны страны и безопасности государства» и некоторые другие.

## Типы инвесторов
В современной России существует классификация инвесторов, введённая ФСФР. Например, «Квалифицированный инвестор», в отличие от остальных инвесторов, имеет право инвестировать свои средства в особые инструменты, предназначенные только для квалифицированных инвесторов.
Также выделяется «Институциональный инвестор».
В США существует понятие «Квалифицированный институциональный инвестор».